# Liste der Fernstraßen in Paraguay
Diese Liste zeigt die 22 Fernstraßen in Paraguay (spanisch Rutas Nacionales) auf. Sie beruht auf einer Neu-Klassifizierung des Fernstraßennetzes in Paraguay im Jahr 2019. Ab Ruta Nr. 13 sind die Straßen nicht nach Persönlichkeiten aus der Landesgeschichte benannt.

## Nationalstraßen
| Nr. | Name                                        | Verlauf                                                           | Länge  |
| --- | ------------------------------------------- | ----------------------------------------------------------------- | ------ |
| 1   | Mcal. Francisco Solano López                | Asunción – Encarnación – Grenze nach Argentinien                  | 370 km |
| 2   | Mcal. José Félix Estigarribia               | Asunción – Ciudad del Este                                        | 343 km |
| 3   | Gral. Elizardo Aquino                       | Asunción – Salto del Guairá – Grenze nach Brasilien               | 413 km |
| 4   | Gral. José Eduvigis Díaz                    | San Ignacio – Paso de Patria                                      | 197 km |
| 5   | Gral. Bernardino Caballero                  | Pedro Juan Caballero – Fortín Pilcomayo – Grenze nach Argentinien | 577 km |
| 6   | Dr. Juan León Mallorquín                    | Encarnación – Minga Guazú                                         | 247 km |
| 7   | José Gaspar Rodríguez de Francia            | Capitán Meza – Corpus Christi – Grenze nach Brasilien             | 417 km |
| 8   | Dr. Blas Garay                              | Coronel Bogado – Bella Vista Norte – Grenze nach Brasilien        | 588 km |
| 9   | Pte. Carlos Antonio López (Ruta Transchaco) | Puerto Falcón – Fortín Sgto. Rodríguez – Grenze nach Bolivien     | 780 km |
| 10  | Las Residentas                              | Paraguarí – Naranjal                                              | 242 km |
| 11  | Juana de Lara                               | Antequera – Capitán Bado                                          | 228 km |
| 12  | Vicepresidente Sánchez                      | Chaco'i (Villa Hayes) – Pozo Hondo – Grenze nach Argentinien      | 744 km |
| 13  | Ruta Nacional N° 13                         | Paso Yobai – Intersección PY-17                                   | 246 km |
| 14  | Ruta Nacional N° 14                         | Bahia Negra – Gabino Mendoza                                      | 425 km |
| 15  | Corredor Bioceánico                         | Carmelo Peralta – Pozo Hondo                                      | 531 km |
| 16  | Ruta Nacional N° 16                         | Mayor Ávalos – Hito VII – Grenze nach Bolivien                    | 497 km |
| 17  | Ruta Nacional N° 17                         | Salto del Guairá – Pedro J. Caballero                             | 380 km |
| 18  | Ruta Nacional N° 18                         | Villeta – Mayor Otaño                                             | 358 km |
| 19  | Ruta Nacional N° 19                         | Villeta – Pilar                                                   | 202 km |
| 20  | Ruta Nacional N° 20                         | San Patricio – Paso de Patria                                     | 230 km |
| 21  | Ruta Nacional N° 21                         | Juan de Mena – Puerto Indio                                       | 309 km |
| 22  | Ruta Nacional N° 22                         | San Estanislao – San Lázaro                                       | 424 km |
|     |                                             |                                                                   |        |

## Nachweise
1. ↑  Rutas del paraguay …
2. ↑  Clasificación y Recategorización de la Red Vial del Paraguay